# Jaime Bellolio

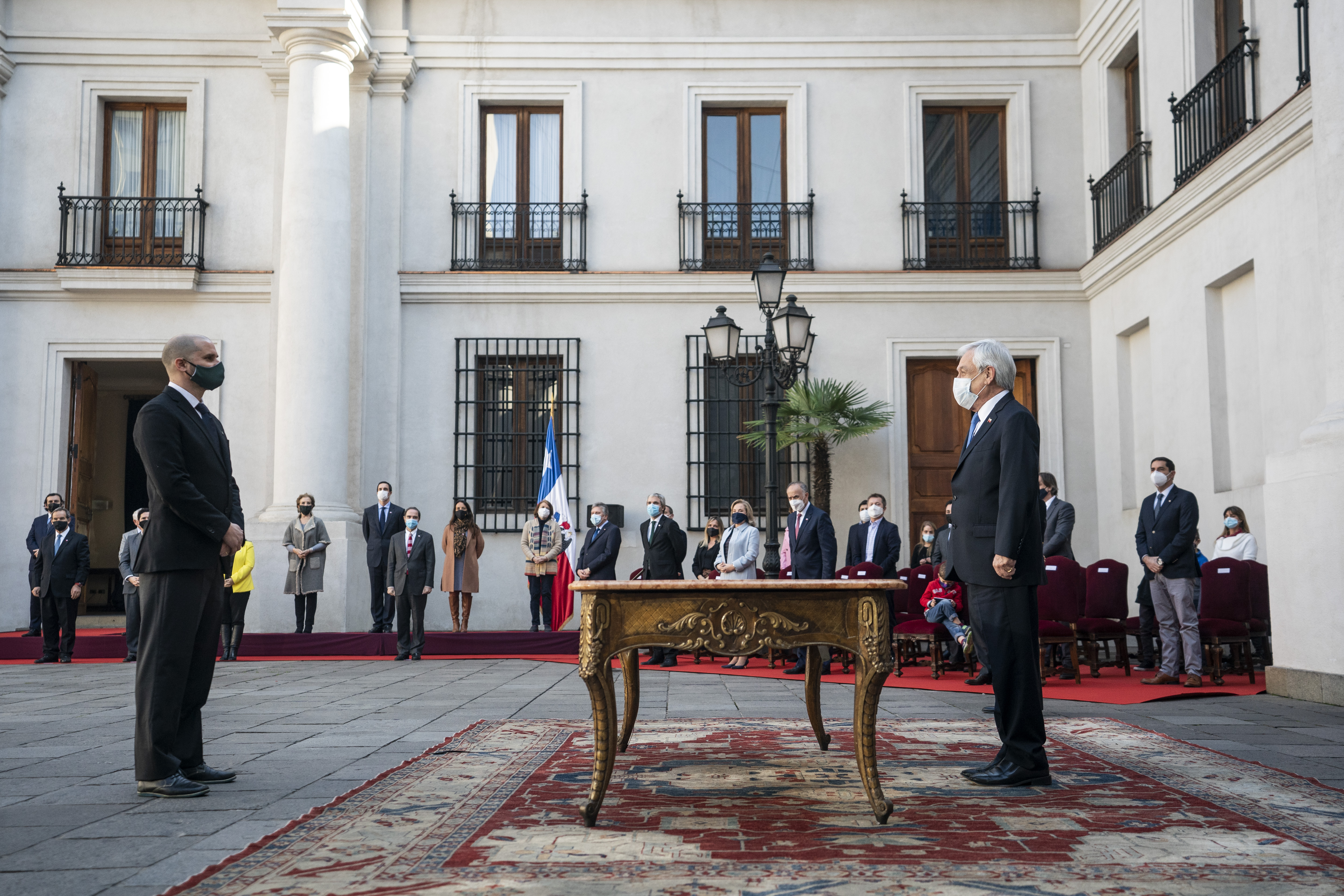
En julio de 2020, Bellolio asumió como Ministro Secretario General de Gobierno de Chile.

Jaime Andrés Bellolio Avaria (Santiago, 29 de noviembre de 1980) es un ingeniero comercial y político chileno, Actualmente alcalde de Providencia. 
militante del partido Unión Demócrata Independiente (UDI). Fungió como diputado de la República por el antiguo distrito n.º 30 de la Región Metropolitana, desde el 11 de marzo de 2014 hasta el 11 de marzo de 2018. Luego ejerció el mismo cargo pero en representación del nuevo distrito n° 14; entre marzo de 2018 y julio de 2020. Entre el 28 de julio de 2020 y 11 de marzo de 2022 se desempeñó como ministro Secretario General de Gobierno, bajo la segunda administración del presidente Sebastián Piñera.
Durante su época estudiantil fue presidente de la Federación de Estudiantes de la Universidad Católica de Chile (FEUC) en 2003.

## Biografía

### Familia y estudios
Nació el 29 de noviembre de 1980, en Santiago, hijo del contador público e ingeniero comercial Jaime Bellolio Rodríguez (PUC) y de Margarita María Avaria Benapres (n. 1954). Su abuelo, Blas Bellolio Zappettini, fue senador por la Séptima Agrupación Provincial de Ñuble, Concepción y Arauco entre 1953 y 1961. Su hermano Álvaro, fue jefe del Departamento de Extranjería y Migración (DEM) desde marzo de 2018 hasta 2021, siendo el último en el cargo. Por otra parte, su primo hermano; Cristóbal Bellolio, de tendencia liberal, es abogado, politólogo y doctor en filosofía política de la Pontificia Universidad Católica (PUC).
En 1998 egresó de enseñanza media del Colegio Cordillera de Las Condes, donde fue presidente del Centro de Alumnos. Posteriormente, ingresó a la Pontificia Universidad Católica de Chile (PUC), titulándose de ingeniero comercial. Gracias a una beca, realizó un máster en políticas públicas en la Universidad de Chicago (Estados Unidos), especializándose en las áreas de educación, salud, seguridad pública y transporte.

### Matrimonio e hijos
Está casado desde 2006 con Teresita Zalaquett Jiménez, con quien tiene cuatro hijos: Jaime, Raimundo, Vicente y León.

### Vida laboral
En 2005, ingresó a trabajar en la Fundación Jaime Guzmán, desempeñándose en los temas de educación y políticas públicas, y ejerció el cargo de subdirector. Posteriormente fue coordinador del programa Jóvenes al Servicio de Chile, cargo que ejerció hasta 2007. En 2008, se desempeñó consultor de la vicaría de la Educación del arzobispado de Santiago.
En el ámbito académico, entre los años 2005 y 2012, fue profesor auxiliar asociado en la PUC y de posgrado en el magíster en políticas públicas de la Universidad del Desarrollo (UDD). Tras finalizar su periodo como ministro de Estado en marzo de 2022, se integró al nuevo Observatorio de Convivencia Territorial de la Universidad Andrés Bello.

## Carrera política
En la Pontificia Universidad Católica participó en la dirigencia estudiantil como miembro del Movimiento Gremial (MGUC). Fue consejero, presidente de su Facultad y presidente de la Federación de Estudiantes de la Universidad Católica de Chile (FEUC) en 2003, directiva integrada además por Arturo Squella Ovalle, en el cargo de secretario general. En 2004 fue nominado como uno de los "100 Líderes Jóvenes" por la Revista El Sábado del diario El Mercurio.
Es militante del partido Unión Demócrata Independiente (UDI), del que fue prosecretario entre 2012 y 2014. Fue además jefe de gabinete del entonces diputado José Antonio Kast (en el periodo 2006-2010).
En las elecciones parlamentarias de 2013, resultó elegido como diputado por el entonces distrito n.º 30 de la Región Metropolitana, en representación de la UDI (dentro del pacto Chile Vamos), por el periodo legislativo 2014-2018. Integró las comisiones permanentes de Economía, Fomento, Micro, Pequeña y Mediana Empresa (PYME), Protección de los Consumidores y Turismo; Educación; y Derechos Humanos y Pueblos Originarios.
En las elecciones parlamentarias de 2017 resultó reelecto pero por el nuevo distrito n° 14 de la misma región, para el período 2018-2022. Integró las comisiones permanentes de Educación; y Salud.
Paralelamente, en 2018, fue condecorado por la Universidad de Chicago con el «Premio Rising Star».
Sin embargo, el 28 de julio de 2020 terminó anticipadamente su período parlamentario, para ocupar el cargo de ministro Secretario General de Gobierno, designado por el presidente Sebastián Piñera. Para reemplazar su escaño en la Cámara de Diputados, la directiva de la UDI designó a la alcaldesa de San Bernardo Nora Cuevas.
En octubre de 2024, Jaime Bellolio se presentó como candidato a alcalde en la comuna de Providencia en las elecciones municipales, resultando electo con el 59,39% de los votos.

## Historial electoral

### Elecciones parlamentarias de 2013
- Elecciones parlamentarias de 2013 a diputado por el distrito 30 (Buin, Calera de Tango, Paine y San Bernardo).[15]

### Elecciones parlamentarias de 2017
- Elecciones parlamentarias de 2017 a diputado por el distrito 14 (Alhué, Buin, Calera de Tango, Curacaví, El Monte, Isla de Maipo, María Pinto, Melipilla, Padre Hurtado, Paine, Peñaflor, San Bernardo, San Pedro y Talagante)[16]

### Elecciones municipales de 2024
- Elecciones municipales de 2024 para la alcaldía de Providencia[17]